# Tifón Lekima (2013)
El tifón Lekima (designación internacional: 1328, designación JTWC: 28W) fue el segundo ciclón tropical más intenso en todo el mundo en 2013, así como la vigésima novena tormenta nombrada y el undécimo tifón de la temporada anual de tifones. Se convirtió en una tormenta tropical el 20 de octubre. Después de que Lekima se intensificó y se profundizó rápidamente en un entorno muy favorable el 22 de octubre, el sistema alcanzó la intensidad máxima al día siguiente. Manteniendo su fuerza por más de un día, Lekima comenzó a debilitarse el 24 de octubre, cuando la cizalladura del viento vertical más fuerte y los vientos del oeste de latitudes medias comenzaron a hacer que el tifón decayera significativamente. El 26 de octubre, Lekima hizo la transición a un ciclón extratropical al este de Japón. 
Las bandas de lluvia del oeste de Lekima pasaron por la parte norte de las Islas Marianas del Norte el 24 de octubre y más tarde las Islas Bonin el 25 de octubre. Aunque la Agencia Meteorológica de Japón incluso emitió advertencias de marejadas y tormentas sobre las islas Ogasawara, no hay daños por el tifón en las islas

## Historia meteorológica
Lekima fue el séptimo ciclón formado durante el mes de octubre, cuyo promedio de formación durante el mes es de 2 ciclones. El sistema fue designado como una depresión tropical por la JMA el 19 de octubre; mientras que la JTWC lo designó como la depresión tropical Veintiocho-W el 20 de octubre, ubicado a 1.747 kilómetros al este de la Base aérea Estadounidense de Andersen en Guam. El sistema, llamado Lekima por la JMA, mostraba una convección central profundizándose rápidamente con bandas nubosas muy estrechas. Entonces, la  JTWC ascendió al sistema a la categoría de tormenta tropical el 21 de octubre a las 03:00 UTC, siendo catalogado como tormenta tropical severa por la JMA a las 15:00 UTC de ese día.
Las condiciones favorables del área ayudaron al rápido fortalecimiento de Lekima, consolidando una convección profunda muy centralizada alrededor de su definido centro de circulación de nivel bajo; además que sus bandas nubosas se extendían de forma vigorosa. Por estos factores, a las 21:00 UTC de ese día, la JTWC consideró a Lekima cómo un tifón de categoría 1, mientras se ubicaba a 1.531 kilómetros al este de la Base aérea de Andersen en Guam. La Agencia Meteorológica de Japón lo aseguró el 22 de octubre. Después de esto, pasaron aproximadamente 24 horas de intensificación intermitente, el cual a las 21:00 UTC del 22 de octubre, la JMA consideró a Lekima como un tifón violento mientras que la JTWC lo ascendió de tifón a supertifón de categoría 5, segundo del mes de octubre; alcanzando su máximo pico de intensidad de vientos mayores a 260 km/h (1 minuto), 205 km/h (en 10 minutos) con una presión mínima de 905 hPa. Esta intensidad supuso a Lekima como el segundo ciclón más fuerte de la temporada, superando así a Usagi y siendo superado por Haiyan.
Desde el 22 hasta el 24 de octubre, Lekima mantuvo la intensidad de super tifón, con un ojo de 20 millas náuticas (unos 37 kilómetros de diámetro) y una convección profunda bien consolidada. Después de esto, Lekima inició su debilitamiento y su deformación en su estructura, debido a la presencia de una cizalladura de viento muy fuerte al oeste, y el contacto con aguas más frías. El 26 de octubre, manteniendo la fuerza de un tifón, con vientos máximos de 145 km/h (89 mph en un minuto), el ciclón inició su transición a ciclón extratropical con un centro de circulación bajo parcialmente expuesto; debido a que se encontraba en un ambiente en donde predominaba una cizalladura de viento fuerte al oeste, y que por lo tanto la JMA y la JTWC dejaron de emitir avisos sobre este sistema. A pesar de su intensidad, Lekima representó poco o nada de peligro en tierra.